# Raymond de Canillac
Raymond de Canillac (nascido c.1300 — falecido em 20 de junho de 1373 em Avinhão, França) foi um advogado, bispo e cardeal francês da Igreja Católica.

## Origem
Nasceu em Canilhac, na França, filho de Guilherme de Canillac e irmão do cardeal Bertrand de Déaulx.
Em 1345, sua sobrinha Garine, filha de seu irmão Marquês e de Alixène de Poitiers-Valentinois, casou-se com Guillaume Roger, Visconde de Beaufort, irmão do cardeal Pierre Roger de Beaufort, que se tornou o Papa Clemente VI.
Raymond tornou-se membro dos Cônegos Regulares de Santo Agostinho. Estudou direito na Universidade de Montpellier e obteve o grau de doutor in utroque iure (direito civil e direito canónico).

## Início da carreira
Foi-lhe concedido o benefício de Preboste do Capítulo da Catedral de Maguelone, que já detinha em 1333. Presidiu o Capítulo Provincial dos Cônegos Regulares, realizado em Narbonne em 25 de novembro de 1339, no qual foram promulgados os estatutos dos Agostinianos, que haviam sido aprovados pelo Papa Bento XII. Em 1340, obteve do Rei Filipe VI a confirmação dos privilégios reivindicados pelo Capítulo da Catedral de Maguelone. No mesmo ano, em 16 de agosto, Raymond de Cahillac esteve presente em Montpellier na posse dos Locumtenens do Reitor da Universitatis Studium de Montpellier.

## Episcopado e Cardinalato
Raymond foi nomeado arcebispo de Toulouse em 28 de março de 1345 pelo Papa Clemente VI. Ele ocupou a função até sua promoção ao cardinalato.
Em seu quarto consistório para a criação de cardeais, em 17 de dezembro de 1350, o Papa Clemente VI nomeou doze prelados para o cardinalato, entre os quais estava Raymond de Canillac. O novo cardeal foi nomeado cardeal-presbítero de Santa Cruz de Jerusalém.  Ele às vezes era chamado de 'Cardeal de Jerusalém'. Renunciou à Chancelaria da Universidade de Toulouse, ao mesmo tempo em que renunciou ao Arcebispado de Toulouse.
Em 1359, o Cardeal Raymond foi nomeado, juntamente com os Cardeais Hélie de Talleyrand-Périgord e Audouin Aubert, para analisar a controvérsia entre o Mestre da Ordem de São João de Jerusalém e o Castelão de Emposta. Em 1360, o Papa o nomeou Coletor Papal para receber, juntamente com Pierre Scatisse, o Tesoureiro Francês, o dinheiro que estava sendo arrecadado bienalmente para o resgate do Rei João II, que era prisioneiro em Londres após a Batalha de Poitiers.
Em 27 de março de 1360, houve uma troca de direitos de propriedade, na qual o Barão de Peyre cedeu seus direitos sobre os castelos de Hermaux, Moriès e Muret, ao Marquês Sieur de Canillac, com o consentimento do suserano, o Bispo de Mende; presente na transação estava o Cardeal Raymond de Canillac.
Em 4 de novembro de 1361, o cardeal Raymond foi nomeado cardeal-bispo da Sé suburbicária de Palestrina, que ocupou até sua morte. Ralf Lützelschwab aponta que não há evidências de atividade como legado ou de participação de nível superior em negócios da Cúria no que diz respeito ao cardeal Raymond.

## Conclave de 1362
O Papa Inocêncio VI (Pierre Roger) morreu em Avinhão em 12 de setembro de 1362. Vinte cardeais, incluindo Raymond de Canillac, iniciaram o conclave em 22 de setembro, na festa de São Maurício, para eleger seu sucessor. Havia vários candidatos viáveis. O grupo de Limousin de cerca de seis cardeais estava preparada para ter um deles eleito. Ambos os cardeais Talleyrand e Guido de Bolonha eram ambiciosos e interessados. Em sua Crônica,  Matteo Villani diz, no entanto, que os cardeais estavam de acordo sobre o idoso monge beneditino, o cardeal Hugues Roger, irmão do papa Clemente VI, e que na votação ele recebeu quinze dos vinte votos. O cardeal Hugues não estava interessado, porém, e recusou a honra do papado. Então os cardeais se voltaram para o cardeal Toulouse, que conseguiu reunir onze votos, mas não mais. Outro candidato conseguiu atrair dez votos e ainda outro nove, mas não os quatorze necessários.  Finalmente, os cardeais olharam para fora do colégio cardinalício e escolheram Guillaume Grimoard, o Abade de São Vicente em Marselha, que era Núncio Papal na Itália. Ele retornou à França e, em 31 de outubro de 1362, aceitou a eleição. Ele foi coroado como Urbano V.
Em 28 de novembro de 1362, o novo Papa, Urbano V, atribuiu ao Cardeal Raymond de Canillac a tarefa de reformar os Estatutos da Universidade de Direito de Montpellier, onde Urbano havia estudado Direito Canônico. O tio de Raymond, o Cardeal Bertrand de Déaulx, havia desempenhado a mesma função duas décadas antes.

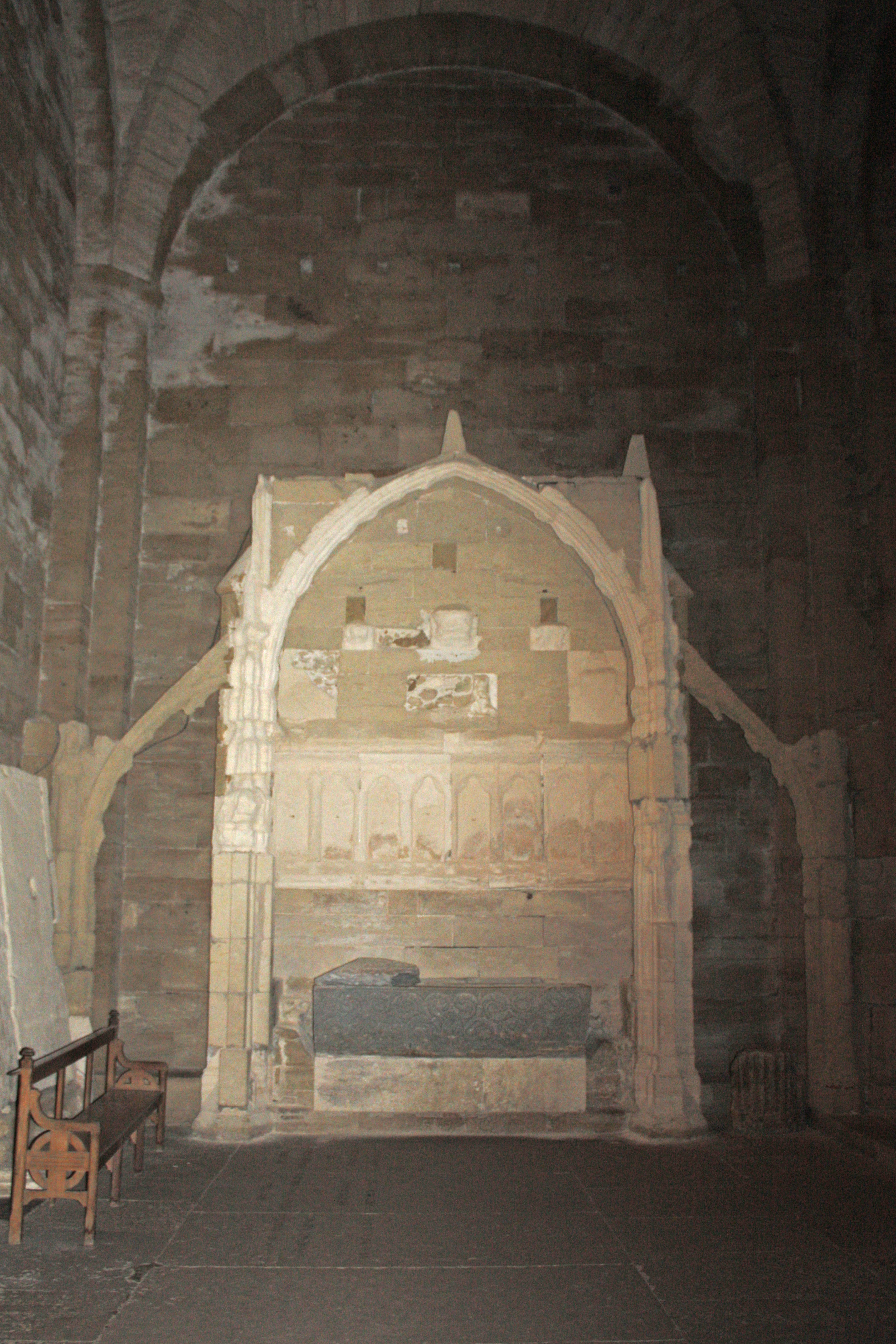
Túmulo do Cardeal de Canillac

Em 1364, o Cardeal Canillac foi juiz em um processo judicial entre o Arcebispo e os Cônegos de Tarragona e a família Alanyani. Os procuradores do Arcebispo e dos Cônegos apresentaram uma súplica ao Papa Urbano V, solicitando a declaração de nulidade contra o Cardeal. A decisão do Papa foi adicionar o Cardeal Pierre Itier ao caso como segundo juiz.
O Papa Urbano V finalmente cedeu à pressão de todos os lados e decidiu retornar a Roma. Apesar das reclamações consideráveis dos cardeais, que não estavam ansiosos para desistir da vida agradável no vale do Ródano pela cidade de Roma infestada pela peste, o Papa Urbano partiu de Avinhão em 30 de abril de 1367. Apenas quatro cardeais foram deixados para manter tudo em ordem: Raymond de Canilhac, Pierre Itier, Jean de Blandiac e Pierre de Monteruc, o vice-chanceler. Esperava-se que Monteruc seguisse o Papa para a Itália, mas ele alegou doença e ficou para trás. A visita à Itália foi agitada, mas em 26 de julho de 1370 o Papa escreveu aos romanos que tinha problemas urgentes ao norte dos Alpes que exigiam sua presença em Avinhão.  Ele navegou para Marselha em 16 de setembro, chegando a Avinhão no dia 24. No entanto, ele foi acometido por uma doença grave em novembro e morreu na quinta-feira, 19 de dezembro de 1370.
O Conclave para eleger o sucessor do Papa Urbano V começou em 29 de dezembro de 1370, com dezesseis dos vinte cardeais presentes, incluindo o Cardeal de Canillac. Na manhã de 30 de dezembro, sem recorrer a um escrutínio, os cardeais elegeram "por inspiração" o Cardeal Pierre Roger de Beaufort. Ele foi ordenado sacerdote em 4 de janeiro de 1371 e consagrado bispo e coroado Papa em 5 de janeiro. Ele assumiu o papado com o nome de Gregório XI.
O Cardeal Raymond de Canillac tinha um sobrinho, Reynald de Themenis, que era cônego na Catedral de Lincoln, cujo cânone e prebenda estavam sendo usurpados sob falsos pretextos em 1371, e por vários anos antes, com a cooperação do Rei. O Papa Gregório XI escreveu ao Rei e ao Bispo de Lincoln ameaçando com processos legais se a situação não fosse corrigida.

## Morte e legado
O Cardeal Raymond de Canillac faleceu em Avinhão em 20 de junho de 1373 e foi sepultado temporariamente na Igreja Franciscana. Seu corpo foi posteriormente transportado para Montpellier, onde foi sepultado na então diocese em 4 de julho de 1373.